# Eupithecia boryata
Eupithecia boryata är en fjärilsart som beskrevs av Hans Rebel 1906. Eupithecia boryata ingår i släktet Eupithecia och familjen mätare. Inga underarter finns listade i Catalogue of Life.